# 밝음
《밝음》(밤바라어: Yeelen)은 말리, 부르키나파소 등에서 제작된 술레만 시세 감독의 1987년 드라마, 판타지 영화이다. 술레만 시세 등이 제작에 참여하였다. 밤바라의 한 전설에 기초했다.

## 줄거리
영화는 주변 세계와 시간, 징후에 대한 지혜를 지닌 코모(Komo)에 속하는 밤바라인 소마가 친아들 니아난코로를 죽이겠다고 맹세하는 장면에서 시작된다.
니아난코로는 어머니에게서 성스러운 밤바라 주물들을 받고 자신을 도와줄 삼촌 지기를 만나러 길을 떠난다. 도중 마주친 하이에나는 니아난코로의 여정이 찬란하리라고 예언한다.
풀라인 영역에 들어간 니아난코로는 도둑으로 오인 받고 우루마 볼리 왕에게 사형을 언도 받는다. 그러나 니아난코로는 마법으로 왕 경호원들의 몸을 굳게 만든다. 곧 이웃 부족이 공격해오자 왕은 도움을 청하고, 니아난코로는 벌떼를 부리고 불을 일으켜 이들을 물리친다. 이어 니아난코로는 왕의 아내 아투의 불임을 고치다가 아투와 잠자리를 갖게 된다. 이를 사실대로 고하자 왕은 아투를 니아난코로에게 넘기고 둘에게 떠나라고 명한다.
한편 잃어버린 물건과 도망자를 찾아준다는 영험한 철기둥 콜론칼라니(Kolonkalanni)의 도움을 받으며 니아난코로를 추적해온 소마는 백색증인 남자와 들개를 태워 관목의 신 마리(Mari), 밤의 여신 니알레(Nialé) 등 모시는 신들에게 제물로 바친다. 소마가 니아난코로를 죽이려 하는 이유는 니아난코로가 그의 죽음을 초래할 거라는 계시 때문이다. 소마는 다른 코모들을 찾아가 니아난코로가 자신들을 배신하고 모든 사람들이 마법을 쓸 수 있게 만들려는 작정이라고 알린다.
삼촌 지기는 사람들을 위해 주물 코레(Korê)의 날개를 쓰다가 눈이 먼 사람이다. 지기는 니아난코로의 자손들은 고난을 겪고 노예로 팔려가겠지만 결국 번창하리라 예언한다. 니아난코로는 삼촌이 준 코레의 날개에서, 소마는 콜론칼라니에서 마력을 이끌어내고, 각각 사자와 코끼리로 변신한다.
코레의 마력은 거대한 물결을 일으켜 니아난코로와 소마를 모두 죽이고 주변 땅을 모래로 만든다. 그 자리에서 아투와 어린 아들은 알 두 개를 발견한다. 아들은 아버지 니아난코로의 알을 줍고, 아투는 아들에게 코레의 날개를 건넨다.

## 출연
- 발라 무사 케이타 - 우루마 볼리, 풀라인의 왕 역